# Multidentorhodacarus denticulatus
Multidentorhodacarus denticulatus är en spindeldjursart som först beskrevs av Berlese 1920.  Multidentorhodacarus denticulatus ingår i släktet Multidentorhodacarus och familjen Rhodacaridae. Inga underarter finns listade i Catalogue of Life.